# Litteraturmagasinet Standart
Standart er et litterært magasin med tilknytning til Aarhus Universitet. Siden første nummer af bladet udkom i september 1987, har Standart beskæftiget sig med anmeldelser, diskussion og omtale af nyudkommen litteratur. Både lyrik, prosa og kritik fra ind- og udland anmeldes i Standart, som i dag er Danmarks ældste anmelderblad. Bladet udkommer 4 gange årligt og hvert nummer indeholder en særlig temasektion, "Stand in", hvor forskellige emner omkring litteratur og kritik diskuteres.
I 2009 blev Standart relanceret i sin nuværende form. I 2011 blev Standart udnævnt til Årets Kulturtidsskrift af Foreningen af Danske Kulturtidsskrifter, og i 2012 blev Standart udnævnt til Årets Nordiske Kulturtidsskrift af de nordiske kulturtidsskriftsforeninger.
I 2017 tildeltes Standart Georg Brandes-prisen.